# Padine Velog vrha iznad Tomišine drage
Padine Velog vrha iznad Tomišine drage este o arie protejată (sit de importanță comunitară — SCI) din Croația întinsă pe o suprafață de 26,75 ha, integral pe uscat.

## Localizare
Centrul sitului Padine Velog vrha iznad Tomišine drage este situat la coordonatele 45°04′15″N 14°53′07″E / 45.07072°N 14.885248°E.

## Înființare
Situl Padine Velog vrha iznad Tomišine drage a fost declarat sit de importanță comunitară în iulie 2013 pentru a proteja 1 specie de plante.

## Biodiversitate
Situată în ecoregiunea mediteraneană, aria protejată nu include niciun habitat protejat.
La baza desemnării sitului se află o specie protejată de  plante: Degenia velebitica.